# Campeonato de Portugal 1931
Il Campeonato de Portugal 1931 fu la decima edizione del Campeonato de Portugal, torneo antenato della Coppa di Portogallo. Il Benfica vinse il suo secondo titolo consecutivo, battendo 3-0 il Porto nella finale del 28 giugno 1931 disputatasi al Campo do Arnado di Coimbra.

## Partecipanti
- Algarve:  Lusitano VRSA  Olhanense
- Aveiro:  Espinho  Sanjoanense
- Beja:  União Beja
- Braga:  Braga
- Coimbra:  Conimbricense
- Évora:  Lusitano
- Leiria:  Marinhense
- Lisbona:  Benfica  União Operária  Casa Pia
- Madera:  Marítimo
- Porto:  Porto  Salgueiros  Progresso  Leça  Boavista
- Portalegre:  Estrela Portalegre
- Setúbal:  Vitória Setúbal
- Viana do Castelo:  Vianense
- Vila Real:  Vila Real

## Primo Turno
|                 | Risultato |                    |
| --------------- | --------- | ------------------ |
| Vitória Setúbal | 6 - 1     | União Beja         |
| Benfica         | 8 - 3     | Estrela Portalegre |
| Salgueiros      | 13 - 0    | Braga              |
| Leça            | 3 - 3     | Vila Real          |
| Porto           | 7 - 0     | Vianense           |
| Casa Pia        | 3 - 2     | Progresso          |
| Boavista        | 2 - 0     | Sanjoanense        |

## Secondo Turno
|                 | Risultato |               | Andata | Ritorno | Spareggio |  |
| --------------- | --------- | ------------- | ------ | ------- | --------- |  |
| Vitória Setúbal |           | Conimbricense | 8 - 1  | 3 - 1   |           |  |
| União Operária  |           | Leça          | 2 - 2  | 5 - 2   |           |  |
| Benfica         |           | Olhanense     | 5 - 1  | 0 - 2   |           |  |
| Lusitano VRSA   |           | Espinho       | 4 - 0  | 0 - 1   | 6 - 1     |  |
| Lusitano        |           | Salgueiros    | 3 - 2  | 1 - 1   |           |  |
| Porto           |           | Casa Pia      | 2 - 1  | 4 - 2   |           |  |
| Boavista        |           | Marinhense    | 4 - 1  | 2 - 3   | 7 - 0     |  |

## Quarti di finale
|                 | Risultato |                | Andata | Ritorno |  |
| --------------- | --------- | -------------- | ------ | ------- |  |
| Vitória Setúbal |           | Lusitano VRSA  | 2 - 2  | 7 - 1   |  |
| Benfica         |           | Lusitano       | 7 - 0  | 4 - 2   |  |
| Porto           |           | Boavista       | 4 - 4  | 3 - 0   |  |
| Marítimo        |           | União Operária | 1 - 0  | 6 - 2   |  |

## Semifinali
|         | Risultato |                 | Andata | Ritorno |  |
| ------- | --------- | --------------- | ------ | ------- |  |
| Benfica |           | Vitória Setúbal | 3 - 0  | 2 - 1   |  |
| Porto   |           | Marítimo        | 2 - 1  | 3 - 2   |  |

## Finale
| Arbitro: | António Palhinhas |

|                               |           |  |
| Vítor Silva 37’ 65’ Dinis 44’ | Marcatori |  |